# 1540
| [ Edytuj tabelę ]              | |
| Król Polski                    | - 1507 Zygmunt I Stary 1548 - 1530 Zygmunt II August 1572 |
| Współksiążęta Andory           | - 1534 Francisco de Urríes 1551 - 1517 Henryk II 1555 |
| Król Anglii                    | - 1509 Henryk VIII 1547 |
| Władca Azteków                 | - 1536 Diego Huanitzin 1541 |
| Elektor Brandenburgii          | - 1535 Joachim II Hektor 1571 |
| Książę Bawarii                 | - 1508 Wilhelm IV 1550 - 1516 Ludwik X 1545 |
| Sułtan Brunei                  | - 1521 Abdul Kahar 1575 |
| Cesarz Chin                    | - 1521 Jiajing 1566 |
| Król Czech                     | - 1526 Ferdynand I Habsburg 1564 |
| Król Danii                     | - 1534 Chrystian III 1559 |
| Dalajlama                      | - 1475 Gendun Gjaco 1541 |
| Cesarz Etiopii                 | - 1508 Lybne Dyngyl 1540 - 1540 Klaudiusz 1559 |
| Król Francji                   | - 1515 Franciszek I 1547 |
| Król Hiszpanii                 | - 1516 Karol I 1556 |
| Hrabia Holandii                | - 1515 Karol I Habsburg 1555 |
| Szach Iranu                    | - 1524 Tahmasp I 1576 |
| Państwo Wielkich Mogołów       | - 1530 Humajun 1540 - 1540 Szer Szah Suri 1545 |
| Władca Inków                   | - 1533 Manco Inca 1545 |
| Lord Irlandii                  | - 1509 Henryk VIII Tudor 1542 |
| Cesarz Japonii                 | - 1526 Go-Nara 1557 |
| Kalif                          | - 1520 Sulejman I 1566 |
| Patriarcha Konstantynopola     | - 1522 Jeremiasz I 1545 |
| Władca Korei                   | - 1506 Chungjong 1544 |
| Wielki książę litewski         | - 1506 Zygmunt I Stary 1548 - 1530 Zygmunt August 1569 |
| Sułtan Maroka                  | - 1524 Abu al-Abbas Ahmad 1545 |
| Senior Monako                  | - 1532 Honoriusz I 1581 |
| Wielki książę moskiewski       | - 1533 Iwan IV Groźny 1547 |
| Król Nawarry                   | - 1516 Henryk II 1555 |
| Król Norwegii                  | - 1534 Chrystian III 1559 |
| Sułtan Omanu                   | - 1529 Bakarat ibn Muhammad 1560 |
| Elektor Palatynatu             | - 1508 Ludwik V 1544 |
| Papież                         | - 1534 Paweł III 1549 |
| Król Portugalii                | - 1521 Jan III 1557 |
| Książę w Prusach               | - 1525 Albrecht 1568 |
| Cesarz Rzymski (niemiecki)     | - 1519 Karol V Habsburg 1558 |
| Kapitanowie Regenci San Marino | - 1539 Bartolo di Simone Belluzzi Giacomo di Antonio Giannini 1540 - 1540 Gio. Antonio di Francesco Belluzzi Pier Leone di Fabrizio Corbelli 1540 - 1540 Girolamo di Giuliano Gozi Vincenzo di Bartolo Gombertini 1541 |
| Elektor Saksonii               | - 1532 Jan Fryderyk I 1547 |
| Król Szkocji                   | - 1513 Jakub V 1542 |
| Król Szwecji                   | - 1521 Gustaw I Waza 1560 |
| Król Tajlandii                 | - 1534 Chaiya Racha Thirat 1546 |
| Sułtan Turków                  | - 1520 Sulejman Wspaniały 1566 |
| Doża Wenecji                   | - 1538 Pietro Lando 1545 |
| Król Węgier                    | - 1526 Ferdynand I 1564 - 1526 Jan Zápolya 1540 - 1540 Jan II Zygmunt Zápolya 1571 |

Rok 1540 / MDXL
stulecia: XV wiek ~
XVI wiek ~
XVII wiek

lata: 1530 «
1535 «
1536 «
1537 «
1538 «
1539 «
1540
» 1541
» 1542
» 1543
» 1544
» 1545
» 1550

## Wydarzenia w Polsce
- 19 stycznia-19 marca – w Krakowie obradował sejm[1].

- W Krakowie, król Zygmunt Stary ufundował kapelę Rorantystów.

## Wydarzenia na świecie
- 6 stycznia – król Anglii Henryk VIII Tudor ożenił się ze swoją czwartą żoną Anną z Kleve.
- 10 czerwca – Thomas Cromwell, doradca i minister króla Henryka VIII Tudora, został aresztowany i osadzony w Tower of London.
- 9 lipca – Henryk VIII Tudor unieważnił swoje małżeństwo z czwartą żoną, Anną z Kleve.
- 15 sierpnia – założono miasto Arequipa w Peru.
- 27 września – papież Paweł III zatwierdził reguły zakonu jezuitów.
- Henryk VIII dopuścił w Anglii do wykonywania 4 sekcji zwłok ludzkich co roku.
- Hiszpański oficer Francisco de Orellana odkrył i przepłynął Amazonkę z zachodu na wschód.
- W Europie temperatury były wyższe o ok. 5–7 st. C niż średnie temperatury z XX w. Spowodowało to katastrofalną suszę[2].

## Zdarzenia astronomiczne
- 7 kwietnia – całkowite zaćmienie Słońca.

## Urodzili się
- 28 stycznia – Ludolph van Ceulen, matematyk holenderski (zm. 1610)
- 16 maja – Paschalis Baylón, hiszpański franciszkanin, święty katolicki (zm. 1592)
- 3 czerwca – Karol Styryjski, arcyksiążę austriacki (zm. 1590)
- 29 czerwca - Ana de Mendoza y de la Cerda, hiszpańska arystokratka (zm. 1592)
- 7 lipca – Jan II Zygmunt Zápolya, pierwszy książę Siedmiogrodu, antykról Węgier (zm. 1571)
- 26 sierpnia – Magnus Inflancki, książę duński, książę Holsztynu, król Inflant (zm. 1583)
- 20 października – Alfonso Gesualdo, włoski duchowny (zm. 1603)
- 12 listopada - Anna Wittelsbach, księżniczka Palatynatu-Veldenz, margrabina Badenii-Durlach (zm. 1586)

- Bonawentura Hahn, biskup wrocławski (zm. 1602)
- François Viète, francuski matematyk i astronom (zm. 1603)
- Jan Biliński, nauczyciel i wychowawca św. Stanisława Kostki (zm. 1604)
- Mikołaj Działyński, wojewoda chełmiński (zm. 1604)
- Giacomo della Porta, włoski architekt i rzeźbiarz (zm. 1604)
- Serafin z Montegranaro, włoski kapucyn, święty Kościoła katolickiego (zm. 1604)

## Zmarli
- 27 stycznia – Aniela Merici, założycielka urszulanek, święta katolicka (ur. 1474)
- 8 sierpnia – Krzysztof Hegendorfer – niemiecki teolog luterański, pedagog i prawnik (ur. 1500)
- Jan Latalski – prymas Polski (ur. 1463)